# Raphael Claus

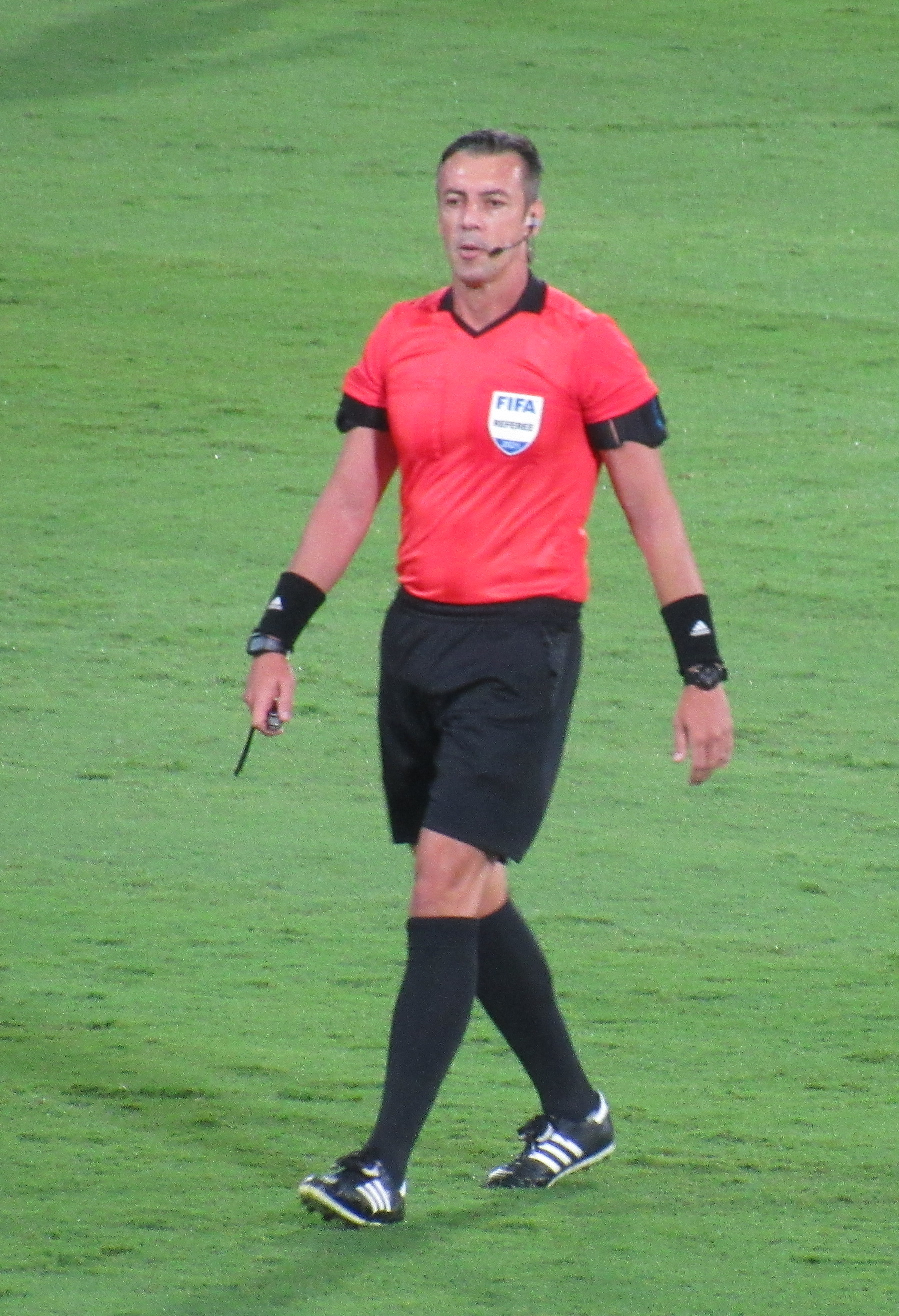
Raphael Claus (2022)

Raphael Claus (* 6. September 1979 in Santa Bárbara d’Oeste) ist ein brasilianischer Fußballschiedsrichter. Seit 2015 steht er auf der FIFA-Liste.

## Werdegang
Claus stammt aus einer Familie von Profi-Fußballern, sein Vater Antônio Carlos Claus hatte in den 1960er Jahren für União Barbarense gespielt, sein Bruder Niltinho war Ende der 1990er unter anderem bei Cúcuta Deportivo in Kolumbien aktiv. Raphael verfolgte zunächst selber eine Karriere als Fußballer, gab dieses Vorhaben mit 20 Jahren jedoch auf. Seit 2002 ist er Fußballschiedsrichter. Im Jahr 2010 gab er sein Debüt in der höchsten Division der Paulista, der Staatsmeisterschaft von São Paulo. 2011 folgte sein erster Einsatz in der Série B, Brasiliens zweithöchster Spielklasse, bevor er 2012 seine erste Erstliga-Partie zwischen Palmeiras und Portuguesa leitete. Seine nationale Einsatzstatistik verzeichnet  neben über 225 Erstligapartien, acht Finalspielleitungen der Paulista sowie zwei Einsätze im brasilianischen Pokalfinale. 2019 piff er das Hinspiel zwischen Athletico Paranaense und Internacional Porto Alegre, 2024 leitete er in diesem Wettbewerb das entscheidende Rückspiel zwischen Atlético Mineiro und Flamengo (Stand November 2024).
Im Jahr 2015 wurde Claus seitens des Brasilianischen Fußballverbandes CBF für die FIFA-Liste nominiert, was ihn zur Leitung internationaler Partien berechtigt. Sein internationales Debüt feierte er im August 2015 bei der Erstrundenpartie der Copa Sudamericana zwischen Liga de Loja und Independiente Santa Fe (Endstand 0:0). Seitdem kommt er regelmäßig in Spielen dieses Wettbewerbs und der Copa Libertadores sowie in der WM-Qualifikation Südamerikas zum Einsatz.
2019 wurde er in den Schiedsrichter-Kader der Copa América 2019 in seinem Heimatland Brasilien berufen, hier kam er beim Vorrundenspiel zwischen Chile und Uruguay zum Einsatz (Endstand 0:1). Im selben Jahr nominierte ihn die FIFA für die U-20-Fußball-Weltmeisterschaft 2019 in Polen, wo er zu insgesamt 4 Spielleitungen kam, darunter ein Halbfinale. Als krönender Abschluss dieses Jahres wurde er mit der Leitung des Finalspiels der Copa Sudamericana zwischen Independiente del Valle und CA Colón betraut, in dem die ecuadorianische Mannschaft diesen Titel erstmals für sich gewinnen konnte.
Bei der – erneut in Brasilien stattfindenden – Copa América 2021 gehörte er wieder zum Aufgebot der nominierten Schiedsrichter und verzeichnete drei Einsätze, darunter das Spiel um Platz 3 zwischen Kolumbien und Peru.
Im Mai 2022 nominierte ihn der Weltverband als einen von 36 Hauptschiedsrichtern, die bei der Fußball-Weltmeisterschaft 2022 zum Einsatz kamen. Als Assistenten waren ihm dabei Rodrigo Figueiredo und Danilo Manis zugeteilt. Nach zwei Spielleitungen in der Gruppenphase, verblieb das Claus mit seinem Gespann zwar bis zum Ende im Turnier, wurde jedoch lediglich zweimal als Vierter Offizieller eingesetzt – darunter im Spiel um Platz 3.
Seinen Karrierehöhepunkt erlebte Claus bei seiner dritten Copa-América-Teilnahme 2024. Beim Turnier in den USA, wurde er nach einem Einsatz in der Gruppenphase mit der Leitung des Endspiels zwischen Argentinien und Kolumbien betraut, in dem sich die Albiceleste durch einen 1:0-Sieg nach Verlängerung zum alleinigen Rekordsieger dieses Wettbewerbs krönen konnte.

## Einsätze bei der Fußball-Weltmeisterschaft 2022
| Phase        | Datum         | Spielort  | Heimmannschaft | Gastmannschaft | Ergebnis  |
| ------------ | ------------- | --------- | -------------- | -------------- | --------- |
| Gruppenphase | 21. Nov. 2022 | ar-Rayyan | England        | Iran           | 6:2 (3:0) |
| Gruppenphase | 1. Dez. 2022  | Doha      | Kanada         | Marokko        | 1:2 (1:2) |